# ホセ・マリア・ノゲス
ホセ・マリア・ノゲス（Josep María Nogués Salvatella, 1959年4月29日 - ）は、スペイン・バルセロナ出身のサッカー指導者。

## 経歴
2009年4月6日、レアル・ベティスBを率いていたノゲスは、成績不振により解任されたフランシスコ・チャパーロを引き継いでレアル・ベティスのトップチームの監督に就任した。2008-09シーズン終了後に監督の座をアントニオ・タピアに引き継いだ。

## 指導者歴
- 1993-1995  CEロスピタレート
- 1995-1996  テッラーサFC
- 1996-1999  ジムナスティック・タラゴナ
- 2002-2004  レアル・ハエン
- 2005  ジローナFC
- 2007-2008  エシハ・バロンピエ
- 2008-2009.4  レアル・ベティス B
- 2009.4-2009.6  レアル・ベティス
- 2009-2010  ポリデポルティーボ・エヒド
- 2016-2018  パラドゥAC
- 2018  CAボルジュ・ブー・アリエージュ